# Леммі Кілмістер
Ле́ммі Кілмістер (англ. Lemmy Kilmister; справжнє ім'я Ієн Фрейзер Кілмістер (англ. Ian Fraser Kilmister); 24 грудня 1945 — 28 грудня 2015) — британський музикант, найбільш відомий як бас-гітарист та вокаліст, основний автор пісень, засновник і незмінний учасник рок-гурту Motörhead, а також колишній член Hawkwind. Сценічний імідж, фіброми на обличчі та грубий голос зробили його однією з найбільш впізнаваних культових особистостей рок-музики.

## Дитинство та ранні роки
Леммі народився на Святвечір 1945 року в місті Сток-он-Трент, Англія. Коли Леммі виповнилося 3 місяці, його батько, капелан Королівських військово-повітряних сил Великої Британії у відставці, розлучився з його матір'ю. Мати та бабуся Леммі оселилися в Ньюкаслі-під-Лаймом, а потім переїхали в Меделей, Стаффордшир.
Коли хлопцю виповнилося 10 років, його мати вийшла заміж за Джорджа Вілліса, у якого було 2 дітей від колишнього шлюбу, Патриція та Тоні, з якими Леммі не ладнав. Потім родина переїхала жити на ферму в Бенллеху, Анґлсі, Північний Уельс. Саме тоді Леммі почав проявляти інтерес до рок-н-роллу, дівчат та коней. Він навчався у школі в місті Амлух, де й отримав своє прізвисько. Сам Леммі точно не знає чому його так назвали, але пізніше стверджувалось, що прізвисько походить від фрази «lemmy [lend me] a quid till Friday» (позич мені фунт до п'ятниці), яка виникла через його звичку позичати в людей гроші, щоб задовольнити свою залежність від гральних автоматів.
У віці 16 років Леммі відвідав виступ Beatles у The Cavern Club, який справив на нього величезне враження. Він награвав на своїй гітарі композиції з першого альбому гурту Please Please Me, заодно вивчаючи акорди. Він також захоплювався саркастичним стилем поведінки гурту, а особливо Джона Леннона.. Після закінчення школи та переїзду з родиною в Конві, Леммі перебивався на тимчасових роботах, зокрема на місцевій фабриці «ХотПоінт», а у вільний час він грав на гітарі в місцевих гуртах і відвідував школу верхової їзди. Сімнадцятирічний Леммі зустрів дівчину на ім'я Кетті, і переїхав з нею в Стокпорт.

## Музична кар'єра

### 1960—1970: Рання діяльність
У Стокпорті він приєднався до місцевих гуртів The Rainmakers, а потім The Motown Sect, з якими грав у клубах Півночі протягом трьох років. Бажаючи прогресувати і далі, 1965 року він приєднався до The Rockin' Vickers, які підписали контракт з CBS, випустили три сингли і гастролювали Європою, та як повідомляється, були першим британським гуртом, що відвідав Югославію. Живучи з гуртом у квартирі в Манчестері, він познайомився з дівчиною на ім'я Трейсі, яка згодом народила сина, Пола Індера, хоча доки йому не виповнилось 6 років, Леммі взагалі не приділяв йому уваги.
У фільмі Леммі, Кілмістер коротко згадує, про те, що має ще одного сина від невідомої жінки. Схоже, що дитину всиновили, тому що мати лише недавно віднайшла його і не наважилась сказати хто його батько.
Бажаючи прогресувати, 1967 року Леммі переїхав до Лондона. Живучи в квартирі з Ноелем Реддінгом та Невіллом Честерсом, він отримав посаду технічного працівника The Jimi Hendrix Experience. 1968 року приєднався до Sam Gopal та записав альбом Escalator і сингл «Horse». Тоді Леммі думав про зміну свого прізвища на прізвище вітчима Вілліса, і на обкладинці альбому Escalator був представлений як Ієн Вілліс, але згодом Леммі вирішив, що зміна свідоцтва про народження та паспорта буде занадто клопіткою, тому більше до цього питання не повертався.
Після зустрічі з Сімоном Кінгом в торговому центрі Челсі 1969 року, він приєднався до гурту Opal Butterfly, але він незабаром розпався, не спромігшись привернути достатній інтерес до їхніх попередніх синглів CBS.
1970 року провалилась спроба примирення між Леммі і його рідним батьком, якого Кілмістер назвав «малим бридким тхором».

### 1971—1975: Hawkwind

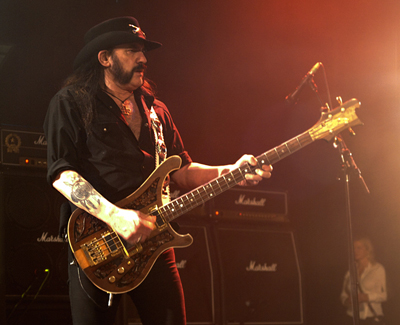
Леммі Кілмістер під час Motörhead's 2011 The Wörld is Yours Tour

1971 року Леммі приєднався до спейс-рок-гурту Hawkwind, заснованого в Ледброук Грув, Лондон, як басист та вокаліст. У нього не було ніякого досвіду бас-гітариста, але він швидко розробив власний особливий стиль, у якому відчувався сильний вплив його раннього досвіду ритм-гітариста. Він часто використовував дабл-стопи та акорди, а не грав суто окремими нотами, як більшість тогочасних басистів. Його бас-партії були фундаментальною частиною звучання Hawkwind під час перебування Леммі в складі гурту та, можливо, найкраще відобразились в Space Ritual. У кількох піснях він також виконував роль вокаліста, у тому числі в найуспішнішому синглі гурту, «Silver Machine», який досяг третьої позиції в британському чарті 1972 року.

### 1975—2015: Motörhead

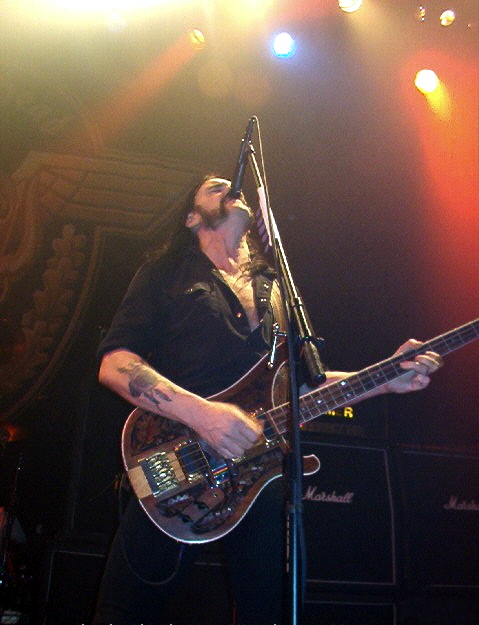
Леммі грає на бас-гітарі та співає. Високо піднятий мікрофон став своєрідним «брендом» Кілмістера.

1975 року Леммі був звільнений з Hawkwind після того як був арештований на канадсько-американському кордоні у Віндзорі, Онтаріо за звинуваченням у зберіганні наркотиків; він провів п'ять днів у в'язниці. Леммі був звільнений без пред'явлення звинувачень, оскільки Віндзорська поліція заарештувала його за зберігання кокаїну, та після лабораторного дослідження доказів виявилося, що це був амфетамін. Так, згідно з тогочасним канадським законодавством, йому не змогли пред'явити жодного звинувачення, і Леммі був звільнений без будь-яких звинувачень чи судимості.
Він повернувся, щоб сформувати новий гурт під назвою «Bastard» з гітаристом Ларрі Воллісом (колишній учасник Pink Fairies, Shagrat Стіва Тука і UFO) та барабанщиком Лукасом Фоксом. Зв'язки Леммі з Туком (колишн. T. Rex) не обмежувалися спільним знайомим Воллісом. Вони були близькими друзями, і Тук навіть був вітчимом сина Леммі, Пола. Коли менеджер повідомив його, що гурт під назвою «Bastard» ніколи не отримає місця в «Top of the Pops», Леммі змінив назву гурту на «Motörhead» — назву останньої пісні, яку він написав для Hawkwind.
Незабаром Волліс та Фокс були замінені гітаристом Едді Кларком та ударником Філом Тейлором, і в цьому складі гурт почав здобувати успіх. Звучання гурту було звернене, як до старих шанувальників Леммі, так і до фанів панк-року. Насправді, Леммі стверджував, що відчуває себе ближчим до панку, ніж до хеві-металу. Він навіть відіграв кілька концертів з гуртом The Damned, коли там був потрібен басист, а хрипкий гортанний вокал Леммі був унікальним для рок-музики того часу, і до початку зростання популярності панку його ніхто не міг повторити. У 1980—1981 роках гурт досягнув піку популярності, яка прийшла з появою кількох хітів у британському чарті, зокрема класичного синглу «Ace of Spades», який досі залишається найпопулярнішою піснею гурту, а також № 1 з першого концертного альбому No Sleep 'til Hammersmith. Motörhead з того часу залишався одним з найвпливовіших гуртів жанру хеві-метал і вів регулярну сценічну та студійну діяльність. Не зважаючи на те, що за 37-річну історію гурту у ньому змінилось багато музикантів, склад «Леммі, Філ Кемпбелл та Міккі Ді», залишався незмінним з 1995 року.

## Останні роки і дні
У червні 2013 стало відомо, що Кілмістеру імплантували кардіостимулятор (дефібрилятор). Гастролі того літа було скасовано через численні гематоми, що виникли внаслідок цього. Але він продовжував вживати наркотики. Від тих пір і до кінця днів Леммі ходитиме з ковінькою. Курити він почав у 11 років, на початку серпня 2015-го зменшив дозу нікотину з двох пачок на день до однієї на тиждень (принаймні, так він сам казав). Тим не менше у вересні того року його було госпіталізовано просто зі сцени, де йому стало важко дихати, і діагностовано легеневу інфекцію.
28 грудня 2015 року, за чотири дні після 70-ліття, Леммі помер у своїй квартирі в Лос-Анджелесі о 16-й годині за місцевим часом. Серед причин смерті були серцева недостатність, аритмії серця та рак простати, діагностований двома днями раніше.
Леммі Кілмістера поховали 9 січня 2016-го на кладовищі Форест Лоун поблизу Голівуду.

## Дискографія
У складі The Rockin' Vickers
- 1965 — «Zing! Went the Strings of My Heart» / «Stella» (7" сингл)
- 1965 — «It's Alright» / «Stay By Me» (7" сингл)
- 1966 — «Dandy» / «I Don't Need Your Kind» (7" сингл)
- 2000 — The Complete: It's Alright (компіляція)

У складі Sam Gopal
- 1969 — Escalator
- 1969 — «Horse» / «Back Door Man» (7" сингл)

У складі Hawkwind
- 1972 — «Silver Machine» / «Seven by Seven» (7" сингл)
- 1972 — Glastonbury Fayre — містить «Silver Machine» і «Welcome to the Future»
- 1972 — Greasy Truckers Party — містить «Born to Go» і «Master of the Universe» (10/11 треки Hawkwind перевидані 2007)
- 1972 — Doremi Fasol Latido
- 1973 — «Lord of Light» / «Born to Go» (7" сингл)
- 1973 — «Urban Guerrilla» / «Brainbox Pollution» (7" сингл)
- 1973 — Space Ritual
- 1974 — Hall of the Mountain Grill
- 1974 — «Psychedelic Warlords» / «It's So Easy» (7" сингл)
- 1975 — «Kings of Speed» / «Motorhead» (7" сингл)
- 1975 — Warrior on the Edge of Time
- 1983 — The Weird Tapes (концерти та вирізки, 1967—1982)
- 1984 — The Earth Ritual Preview EP
- 1985 — Bring Me the Head of Yuri Gagarin (наживо 1973)
- 1985 — Space Ritual#Volume 2 (наживо 1972)
- 1986 — Hawkwind Anthology (концерти та вирізки, 1967—1982)
- 1991 — BBC Radio 1 Live in Concert (наживо 1972)
- 1992 — The Friday Rock Show Sessions (наживо 1986)
- 1997 — The 1999 Party (наживо 1974)

## Відеографія

### VHS/LD
- 1982 Live In Toronto — Castle Hendring
- 1984 Another Perfect Day EP
- 1985 Birthday Party
- 1986 Deaf Not Blind
- 1987 More Bad News
- 1988 EP
- 1988 The Decline of Western Civilization II: The Metal Years
- 1990 Hardware (у ролі водія річкового трамвая, який увімкнув запис «Ace of Spades» для своїх пасажирів).
- 1991 Everything Louder than Everyone Else

### DVD
- 1987 Eat the Rich
- 1994 Airheads — камео, у ролі «Рокера», який був редактором шкільної газети
- 1997 Tromeo and Juliet — у ролі оповідача
- 2001 Down and Out with the Dolls — у ролі Джо
- 2001 25 & Alive Boneshaker
- 2001 WrestleMania X-Seven — наживо виконує «The Game», пісню під яку виходить на ринг Triple-H
- 2001 Citizen Toxie: The Toxic Avenger IV — житель Тромавілля
- 2002 Motörhead EP
- 2002 The Best of Motörhead
- 2003 The Special Edition EP
- 2003 Charlie's Death Wish — As himself
- 2004 Everything Louder than Everything Else
- 2005 Stage Fright (Motörhead DVD) (також HD-DVD 2007)
- 2005 Ringers: Lord of the Fans
- 2005 WrestleMania 21 Performing «The Game»
- 2005 Metal: A Headbanger's Journey
- 2006 The Head Cat Live: Rockin' the Cat Club
- 2006 Foo Fighters: Hyde Park
- 2010 Lemmy
- 2011 The Wörld Is Yours bonus DVD